# Droit de plaidoirie
En France, le droit de plaidoirie est une redevance financière perçue par les avocats. Créée en 1667, ce droit est alloué aux avocats pour chaque décision de justice rendue que ce soit par plaidoirie ou dépôt de dossier devant la plupart des juridictions. Ce droit est payé par le client à son avocat et ensuite recouvré par le barreau de l'avocat qui doit ensuite la reverser à la Caisse nationale des barreaux français. Ce droit finance partiellement le régime de retraite de base des avocats. Ce mode de financement particulier permet au régime vieillesse de la profession de servir une retraite de base égalitaire et solidaire entre tous les avocats.
Le décret du 23 novembre 2011 revalorise le droit de plaidoirie en portant son montant de 8,84 € à 13 € à compter du 26 novembre 2011. Le montant collecté était 12 millions d'euros en 2010.